# Maja Mihalinec Zidar
Maja Mihalinec Zidar (* 17. Dezember 1989 in Slovenj Gradec, Jugoslawien als Maja Mihalinec) ist eine slowenische Leichtathletin, die sich auf den Sprint spezialisiert hat.

## Sportliche Laufbahn
Erste internationale Erfahrungen sammelte Maja Mihalinec-Zidar 2005 bei den Jugendweltmeisterschaften in Marrakesch, bei denen sie im 100-Meter-Lauf mit 12,03 s in der ersten Runde ausschied und über 200 Meter bis in das Halbfinale gelangte, in dem sie mit 24,62 s ausschied. Im Jahr darauf wurde sie bei den Juniorenweltmeisterschaften in Peking über 200 Meter disqualifiziert und schied auch über 100 Meter mit 12,08 s sowie mit der slowenischen 4-mal-100-Meter-Staffel mit 46,09 s in der ersten Runde aus. 2007 gelangte sie bei den Junioreneuropameisterschaften in Hengelo über 100 Meter bis in das Halbfinale und schied dort mit 11,89 s aus, wie auch bei den Juniorenweltmeisterschaften in Bydgoszcz im Jahr darauf mit 11,81 s und absolvierte anschließend ein Studium in den Vereinigten Staaten.
2014 qualifizierte sie sich für die Europameisterschaften in Zürich und schied dort über 100 Meter mit 11,52 s in der ersten Runde aus. Im Jahr darauf nahm sie im 60-Meter-Lauf an den Halleneuropameisterschaften in Prag teil und gelangte dort bis in das Halbfinale, in dem sie mit 7,29 s ausschied. Zudem nahm sie im Sommer erstmals an den Weltmeisterschaften in Peking teil und erreichte dort über 200 Meter das Halbfinale und schied dort mit 23,04 s aus, während sie über 100 Meter mit 11,42 s in der ersten Runde ausschied. Bei den Leichtathletik-Hallenweltmeisterschaften 2016 in Portland schied sie mit 7,34 s im Halbfinale aus und bei den Europameisterschaften in Amsterdam gelangte sie über 100 und 200 Meter bis in das Halbfinale und schied dort mit 11,55 s und 23,17 s aus. Über 200 Meter qualifizierte sie sich zudem für die Olympischen Spiele in Rio de Janeiro, bei denen sie mit 23,38 s in der Vorrunde ausschied. In den folgenden beiden Jahren bestritt Mihalinec kaum Wettkämpfe und kehrte erst 2019 zum Spitzensport zurück.
Bei den Halleneuropameisterschaften in Glasgow gelangte sie in 7,21 s auf Rang sechs und anschließend siegte sie bei den Europaspielen in Minsk in 11,36 s über 100 Meter. Zudem qualifizierte sie sich über 100 und 200 Meter erneut für die Weltmeisterschaften in Doha, bei denen sie über 100 Meter mit 11,32 s im Vorlauf ausschied, während sie über 200 Meter bis in das Halbfinale gelangte und dort mit 22,81 s ausschied. Ende Oktober siegte sie bei den Militärweltspielen in Wuhan in 23,15 s. 2020 verbesserte sie beim Golden Spike in Ostrava die slowenische Bestmarke über 150 Meter auf 17,30 s und 2021 wurde sie bei den Halleneuropameisterschaften in Toruń in 7,26 s Fünfte über 60 Meter. Ende Juni belegte sie dann bei den Balkan-Meisterschaften in Smederevo in 11,55 s den sechsten Platz über 100 m und erreichte in 23,97 s Rang neun über 200 m. Anschließend scheiterte sie bei den Olympischen Sommerspielen in Tokio mit Saisonbestleistung von 11,54 s in der Vorrunde über 100 m und kam wenig später auch über 200 m mit 23,62 s nicht über den Vorlauf hinaus.
Nach einem Jahr Wettkampfpause, belegte sie 2023 bei den Balkan-Meisterschaften in Kraljevo in 11,76 s den sechsten Platz über 100 Meter und gelangte über 200 Meter mit 23,84 s auf Rang sieben. Im Jahr darauf belegte sie bei den Balkan-Hallenmeisterschaften in Istanbul in 7,47 s den sechsten Platz über 60 Meter und 2025 schied sie bei den Halleneuropameisterschaften in Apeldoorn mit 7,27 s in der ersten Runde aus. Kurz darauf schied sie bei den Hallenweltmeisterschaften in Nanjing mit 7,40 s ebenfalls im Vorlauf aus.
In den Jahren von 2014 bis 2016 sowie von 2019 bis 2021 und 2024 wurde Mihalinec slowenische Meisterin im 100-Meter-Lauf sowie 2016 und von 2019 bis 2021 und 2023 auch über 200 Meter und 2020 und 2023 siegte sie auch in der 4-mal-100-Meter-Staffel. Zudem sicherte sie sich von 2014 bis 2016 sowie 2019, 2021 und 2024 die Hallentitel im 60-Meter-Lauf und 2024 auch über 200 Meter. Sie absolvierte ein Studium der Kommunikationswissenschaften an der University of Nebraska Omaha sowie ein Sozialwissenschaftsstudium an der Universität Ljubljana.

## Persönliche Bestleistungen
- 100 Meter: 11,27 s (+1,1 m/s), 16. Juli 2019 in Padua
  - 60 Meter (Halle): 7,21 s, 2. März 2019 in Glasgow
- 150 Meter: 17,30 s (+0,6 m/s), 8. September 2020 in Ostrava (slowenischer Rekord)
- 200 Meter: 22,78 s (+0,7 m/s), 30. September 2019 in Doha
  - 200 Meter (Halle): 23,47 s, 31. Januar 2015 in Wien